# آلبوم‌های جنت جکسون
آلبوم‌های جنت جکسون خواننده و ترانه‌سرای آمریکایی، شامل ده آلبوم استودیویی، دو آلبوم گردآوری‌شده و دو آلبوم ریمیکس است. وقتی او شانزده ساله بود، پدرش قراردادی را با ای-اند-ام رکوردز برای او ترتیب داد. اولین آلبوم او، جنت جکسون (۱۹۸۲)، در رتبه ۶۴ در نمودار بیلبورد ۲۰۰ آمریکا رسید و ۲۵۰۰۰۰ نسخه در آمریکا فروخت. آلبوم بعدی او، خیابان رویا (۱۹۸۴) در بیلبورد ۲۰۰ در رتبه ۱۴۷ قرار گرفت، تلاشی که ضعیف‌تر از آلبوم قبلی او بود. سومین آلبوم او، کنترل (۱۹۸۶)، که به‌عنوان آلبوم موفقیت‌آمیز او شناخته شد، در صدر بیلبورد ۲۰۰ قرار گرفت و بیش از ۱۰ میلیون نسخه در سراسر جهان فروخت. چهارمین آلبوم او، ملت ریتم جنت جکسون ۱۸۱۴ (۱۹۸۹)، برای چهار هفته متوالی در صدر بیلبورد ۲۰۰ قرار گرفت و در چهار ماه اول انتشار، سه میلیون نسخه فروخت. این آلبوم به‌تولید هفت آهنگ برتر متوالی ادامه داد که چهار مورد از آن‌ها در سه سال جداگانه به رتبه اول در بیلبورد ۱۰۰ رسیدند، رکوردی که هنوز شکسته نشده است. این آلبوم بیش از ۱۲ میلیون نسخه در سراسر جهان فروخت.
پس از اینکه ریچارد برانسون، مالک ویرجین رکوردز شخصاً با او تماس گرفت و قرارداد چند میلیون دلاری را با این ناشر امضا کرد، پنجمین آلبوم استودیویی خود را به‌نام جنت (۱۹۹۳) منتشر کرد. این آلبوم در رتبه اول بیلبورد ۲۰۰ قرار گرفت و بیشترین فروش هفته اول تاریخ برای یک هنرمند زن در آن زمان را داشت. این آلبوم، سومین آلبوم متوالی جکسون شد که در صدر جدول قرار گرفت و همچنین در استرالیا، نیوزلند و بریتانیا به مقام اول رسید و بیش از ۱۴ میلیون نسخه فروخت. در سال ۱۹۹۵ جکسون اولین آلبوم گردآوری‌شدۀ خود را به‌نام طراحی یک دهه: ۱۹۸۶-۱۹۹۶ منتشر کرد. و از آن زمان تاکنون ۱۰ میلیون نسخه در سراسر جهان فروخته است. در سال ۱۹۹۷ جکسون قراردادی ۸۰ میلیون دلاری دریافت کرد که برای دومین‌بار در دوران حرفه‌ای خود به پردرآمدترین هنرمند موسیقی جهان تبدیل شد. پس از این قرارداد، ششمین آلبوم او طناب مخملی بود و بیش از ۱۰ میلیون نسخه در سراسر جهان فروخته شد.
در سال ۲۰۰۱، جکسون هفتمین آلبوم خود را همش برای تو منتشر کرد. این آلبوم در رتبه اول بیلبورد ۲۰۰ آمریکا و جدول آلبوم‌های برتر آراندبی/هیپ-هاپ قرار گرفت و ۶۰۵۱۲۸ نسخه در هفته اول آن فروخت. این پنجمین حضور متوالی جکسون در آمریکا و بزرگترین فروش هفته اول حرفۀ او بود. و بیش از ۷ میلیون نسخه در سراسر جهان فروخت. در سال ۲۰۰۴ جکسون آلبوم بعدی خود را به‌نام دامیتا جو منتشر کرد. این آلبوم در رتبه دوم بیلبورد ۲۰۰ با فروش ۳۸۱۰۰۰ نسخه در هفته اول قرار گرفت. در سال ۲۰۰۶ جکسون نهمین آلبوم استودیویی خود را با نام ۲۰ وای. او. منتشر کرد. این آلبوم با فروش ۲۹۷۰۰۰ نسخه در هفته اول خود در رتبه دوم بیلبورد ۲۰۰ قرار گرفت و ۱.۲ میلیون نسخه در سراسر جهان فروخت. در سال ۲۰۰۸ جکسون دهمین آلبوم استودیویی خود را به‌نام انضباط منتشر کرد. این آلبوم با فروش ۱۸۱۰۰۰ نسخه در رتبه اول بیلبورد ۲۰۰ قرار گرفت. و از آن زمان تاکنون بیش از ۶۰۰۰۰۰ نسخه فروخته شده است. جکسون به‌عنوان یازدهمین خوانندۀ زن پرفروش در آمریکا ثبت شده است. او به ۵ آلبوم برتر بیلبورد متوالی و در مجموع ۷ آلبوم دست یافته است. او ۴۰ میلیون آلبوم و تک‌آهنگ تایید شده در آمریکا بر اساس RIAA دارد.

## آلبوم‌های استودیویی
| نام                     | اوج موقعیت‌های نمودار | اوج موقعیت‌های نمودار | اوج موقعیت‌های نمودار | اوج موقعیت‌های نمودار | اوج موقعیت‌های نمودار | اوج موقعیت‌های نمودار | اوج موقعیت‌های نمودار | اوج موقعیت‌های نمودار | اوج موقعیت‌های نمودار | اوج موقعیت‌های نمودار | فروش                                                                       |
| نام                     | آمریکا               | استرالیا             | کانادا               | فرانسه               | آلمان                | ژاپن                 | هلند                 | نیوزلند              | سوئیس                | بریتانیا             | فروش                                                                       |
| ----------------------- | -------------------- | -------------------- | -------------------- | -------------------- | -------------------- | -------------------- | -------------------- | -------------------- | -------------------- | -------------------- | -------------------------------------------------------------------------- |
| جنت جکسون               | ۶۳                   | —                    | —                    | —                    | —                    | —                    | —                    | ۴۴                   | —                    | —                    | - جهان: ۳۰۰,۰۰۰ - آمریکا: ۲۵۰,۰۰۰                                          |
| خیابانِ رویا             | ۱۴۷                  | —                    | —                    | —                    | —                    | —                    | —                    | —                    | —                    | —                    | - آمریکا: ۲۵۰,۰۰۰                                                          |
| کنترل                   | ۱                    | ۲۵                   | ۱۱                   | —                    | ۳۶                   | ۵۷                   | ۷                    | ۵                    | ۲۸                   | ۸                    | - جهان: ۱۰,۰۰۰,۰۰۰ - آمریکا: ۵,۰۰۰,۰۰۰ - بریتانیا: ۳۲۴,۰۰۰                 |
| ملت ریتم جنت جکسون ۱۸۱۴ | ۱                    | ۱                    | ۵                    | —                    | ۳۹                   | ۸                    | ۲۸                   | ۹                    | ۲۳                   | ۴                    | - جهان: ۱۲,۰۰۰,۰۰۰ - آمریکا: ۶,۰۰۰,۰۰۰ - ژاپن: ۵۰۰,۰۰۰ - بریتانیا: ۲۸۱,۰۰۰ |
| جنت.                    | ۱                    | ۱                    | ۱                    | ۱۶                   | ۵                    | ۵                    | ۴                    | ۱                    | ۱۰                   | ۱                    | - جهان: ۱۴,۰۰۰,۰۰۰ - آمریکا: ۷,۹۶۴,۰۰۰ - بریتانیا: ۴۳۷,۰۰۰                 |
| طناب مخملی              | ۱                    | ۴                    | ۲                    | ۵                    | ۵                    | ۱۰                   | ۳                    | ۸                    | ۵                    | ۶                    | - جهان: ۸,۰۰۰,۰۰۰ - آمریکا: ۳,۶۵۰,۰۰۰ - بریتانیا: ۳۶۷,۰۰۰                  |
| همش برای تو             | ۱                    | ۳                    | ۱                    | ۲                    | ۳                    | ۴                    | ۴                    | ۶                    | ۲                    | ۲                    | - جهان: ۵,۰۰۰,۰۰۰ - آمریکا: ۳,۲۰۷,۰۰۰ - بریتانیا: ۱۹۸,۰۰۰                  |
| دامیتا جو               | ۲                    | ۱۸                   | ۷                    | ۳۵                   | ۲۱                   | ۱۰                   | ۲۳                   | ۵۰                   | ۳۴                   | ۳۲                   | - جهان: ۲,۴۰۰,۰۰۰ - آمریکا: ۱,۰۰۲,۰۰۰                                      |
| ۲۰ وای. او.             | ۲                    | ۵۵                   | ۴                    | ۳۲                   | ۴۶                   | ۷                    | ۳۴                   | —                    | ۳۵                   | ۶۳                   | - جهان: ۱,۵۰۰,۰۰۰ - آمریکا: ۶۷۹,۰۰۰                                        |
| انضباط                  | ۱                    | ۱۶                   | ۳                    | ۴۳                   | ۳۸                   | ۹                    | ۲۸                   | ۳۵                   | ۹                    | ۶۳                   | - آمریکا: ۶۰۰,۰۰۰                                                          |
| شکست‌ناپذیر              | ۱                    | ۱۱                   | ۱                    | ۲۸                   | ۳۴                   | ۱۸                   | ۱۲                   | —                    | ۲۸                   | ۱۱                   | - آمریکا: ۳۸۴,۰۰۰ - فرانسه: ۵,۰۰۰                                          |

## آلبوم‌های رمیکس
| نام             | اوج موقعیت‌های نمودار | اوج موقعیت‌های نمودار | اوج موقعیت‌های نمودار | اوج موقعیت‌های نمودار | اوج موقعیت‌های نمودار | اوج موقعیت‌های نمودار |
| نام             | استرالیا             | آلمان                | ژاپن                 | هلند                 | سوئیس                | بریتاینا             |
| --------------- | -------------------- | -------------------- | -------------------- | -------------------- | -------------------- | -------------------- |
| کنترل: ریمیکس‌ها | —                    | —                    | —                    | —                    | —                    | ۲۰                   |
| رمیکسِ جنت       | ۶۴                   | ۲۶                   | ۶۱                   | ۲۹                   | ۲۱                   | ۱۵                   |

## گردآوری شده
| نام                                      | اوج موقعیت‌های نمودار | اوج موقعیت‌های نمودار | اوج موقعیت‌های نمودار | اوج موقعیت‌های نمودار | اوج موقعیت‌های نمودار | اوج موقعیت‌های نمودار | اوج موقعیت‌های نمودار | اوج موقعیت‌های نمودار | اوج موقعیت‌های نمودار | اوج موقعیت‌های نمودار |
| نام                                      | آمریکا               | استرالیا             | کانادا               | فرانسه               | آلمان                | ژاپن                 | هلند                 | نیوزلند              | سوئیس                | بریتانیا             |
| ---------------------------------------- | -------------------- | -------------------- | -------------------- | -------------------- | -------------------- | -------------------- | -------------------- | -------------------- | -------------------- | -------------------- |
| طراحی یک دهه: ۱۹۸۶-۱۹۹۶                  | ۳                    | ۲                    | ۵                    | ۲                    | ۱۰                   | ۴                    | ۸                    | ۱                    | ۶                    | ۲                    |
| نامبر وانز/بهترین                        | ۲۲                   | —                    | —                    | —                    | —                    | ۲۰                   | —                    | —                    | —                    | ۲۸                   |
| نماد: نامبر وانز                         | —                    | —                    | —                    | —                    | —                    | —                    | —                    | —                    | —                    | —                    |
| مجموعه تک‌آهنگ‌های ژاپنی -برترین بازدیدها- | —                    | —                    | —                    | —                    | —                    | ۲۵                   | —                    | —                    | —                    | —                    |

## همچنین ببینید
- تک‌آهنگ‌های جنت جکسون
- ویدئوگرافی جنت جکسون
- فهرست جوایز و نامزدهای دریافت شده توسط جنت جکسون
- فهرست پرفروش‌ترین هنرمندان موسیقی

## منبع
1. ↑  Smith, Jessie Carney (1992). Notable Black American Women. ISBN 9780810391772.
2. ↑  Norment, Lynn (April 2008). "Don't Call It A Come Back". Ebony. Johnson Publishing Company: 74–. ISSN 0012-9011.
3. ↑  Jefferson Graham (December 15, 1989), "Janet in command; Jackson rules her own 'Nation'; Highlights of a rhythmic life", , p. 1.D,USA Today ISSN 0734-7456
4. ↑  Kreps, Daniel (September 20, 2019). "Janet Jackson Releases Massive 'Rhythm Nation 1814' Remix Collection". رولینگ استون. Archived from the original on September 20, 2019. Retrieved October 24, 2020.
5. ↑  "RIAA – Gold & Platinum Search". RIAA. Retrieved 2010-07-01.
6. ↑  Lathwell, David. "Janet Jackson at her best - Queer Sighted". queersighted.com. Archived from the original on 2010-02-11. Retrieved 2010-07-07.
7. ↑  Lindores, Mark (July 4, 2022). "Janet Jackson albums – the complete guide". Classic Pop Magazine. Archived from the original on July 5, 2022. Retrieved July 12, 2022.
8. ↑  Hiatt, Brian (2001-05-02). "Janet Jackson's All For You Beats 'Em All - News Story" بایگانی‌شده  در ۱۰ ژانویه ۲۰۱۰ توسط Wayback Machine. MTV. Retrieved 2010-09-01.
9. ↑  "Janet Reigns Supreme On Billboard Charts". Billboard. 2001-05-03. Retrieved 2010-09-01.
10. ↑  White, Adam (February 16, 2002). "Dido, Linkin Park Lead the Global 20 of 2001". Billboard. Vol. 114, no. 7. p. 42. ISSN 0006-2510. Retrieved February 16, 2016.
11. ↑  Martens, Todd (2004-04-07). "No. 1 Usher Holds Janet To No. 2 Debut". Billboard. Prometheus Global Media. Retrieved 2008-07-17.
12. ↑  "Janet Jackson Biography : People.com". Blastro Networks. Archived from the original on December 12, 2007. Retrieved 2022-08-31.
13. ↑  "Janet Jackson Biography : People.com". People. Retrieved 2010-08-16.
14. ↑  Ebony - Apr 2008. Johnson Publishing Company. April 2008. Retrieved 2010-06-05.
15. ↑  Katie Hasty (March 5, 2008). Janet Dethrones Jack To Top Billboard 200 Billboard. Retrieved March 28, 2008.
16. ↑  https://hitsdailydouble.com/news&id=334877&title=AFTER-THE-BACKLASH%3A-JANET-JACKSONS-MILLENNIAL-WORK-RECONSIDERED-%28PART-2%29
17. ↑  "Week Ending April 11, 2010: Bieber Bounces Back". Yahoo.com. 2010-04-14. Retrieved 2010-05-16.
18. ↑  "Gold & Platinum - September 12, 2010". RIAA. Retrieved 2010-09-12.
19. ↑  "forbes.com". Forbes.
20. ↑  Levine, Nick (June 2, 2019). "Why Janet Jackson is pops most underrated legend". BBC News. Retrieved June 2, 2019.